# Wyścigi samochodowe w 1901 roku
Ósmy rok wyścigów samochodowych organizowanych w Europie.

## Podsumowanie wyścigów
| Data          | Wyścig                                 | Zwycięzca (kierowcy) | Zwycięzca (konstruktorzy) | Wyniki |
| ------------- | -------------------------------------- | -------------------- | ------------------------- | ------ |
| 17 lutego     | Grand Prix du Sud-Ouest                | Maurice Farman       | Panhard                   | Wyniki |
| 25 marca      | Wyścig Nicea – Salon – Nicea           | Wilhelm Werner       | Mercedes                  | Wyniki |
| 12 maja       | Wyścig Mannheim – Pforzheim – Mannheim | Willy Tischbein      | De Dietrich               | Wyniki |
| 29 maja       | Wyścig Paryż – Bordeaux                | Henri Fournier       | Mors                      | Wyniki |
| 29 maja       | Puchar Gordona Bennetta                | Léonce Girardot      | Panhard                   | Wyniki |
| 27–29 czerwca | Wyścig Paryż – Berlin                  | Henri Fournier       | Mors                      | Wyniki |
| 30 czerwca    | Coppa Italia                           | Guido Adami          | Panhard                   | Wyniki |
| 24 sierpnia   | Wyścig Piombino – Grosseto             | Felice Nazzaro       | Fiat                      | Wyniki |
| 1 września    | Oostende Meeting                       | Pierre de Caters     | Mors                      | Wyniki |